# Billy Joel
William Martin »Billy« Joel, ameriški glasbenik, skladatelj in tekstopisec, * 9. maj 1949, Bronx, New York, Združene države Amerike.
Od izdaje svojega prvega singla »Piano Man« leta 1973 je Joel šesti najbolje prodajani glasbeni izvajalec in tretji najbolje prodajani solo glasbenik v ZDA. Njegov kompilacijski album Greatest Hits Vol. I & II je eden od najbolje prodajanih albumov v ZDA.
Joel je imel Top 40 skladbe v 70., 80. in 90. letih, skupaj 33 Top 40 hitov v ZDA, vse pa je napisal sam. Prav tako je osvojil 6 Grammyjev, nominiran pa je bil za 23 Grammyjev. Prodal je več kot 150 milijonov plošč, s katerimi je postal eden od najbolje prodajanih glasbenih izvajalcev vseh časov.
Leta 1992 je bil Joel sprejet v Dvorano slavnih tekstopiscev, leta 1999 v Hram slavnih rokenrola in leta 2006 v Glasbeno dvorano slavnih Long Islanda. Leta 2001 je Joel prejel nagrado Johnnyja Mercerja iz Dvorane slavnih tekstopiscev. Leta 2013 je Joel prejel nagrado Kennedyjevega centra, kar je najvišje ameriško kulturno odlikovanje. Z izjemo skladb »All My Life« in »Christmas in Fallujah«, ki sta izšli leta 2007, je Joel po albumu River of Dreams, ki je izšel leta 1993, prenehal s pisanjem pop rock skladb. Kljub temu še vedno hodi po turnejah, kjer izvaja skladbe iz vseh svojih obdobij.

## Zgodnje življenje
William Martin Joel se je rodil 9. maja 1949 v Bronxu, kjer je odraščal v levittovski hiši na področju Levittowna, New York, ki se nahaja v mestu Oyster Bay. Leta 1963, ko so bile sprejete poštne številke, je to področje dobilo poštno številko Hicksvilla in je od tedaj del Hicksvilla.
Joelov oče, Howard (rojen Helmuth) Joel, klasični pianist, je bil rojen v Nemčiji kot sin judovskega prodajalca in tovarnarja Karla Amsona Joela. Howard je nato emigriral v Švico, kasneje pa je odšel v ZDA, da bi tako pobegnil nacističnemu režimu. Joelova mati, Rosalind, je bila rojena v Angliji judovskim staršem, Philipu in Rebecci Nyman. Rosalind in Howard sta se leta 1957 ločila. Howard se je takrat preselil na Dunaj. Billy Joel ima sestro Judith in polbrata Alexandra Joela, dirigenta, ki je bil od leta 2001 do 2014 glasbeni direktor Staatstheatra Braunschweig.
Klavirja se je, zaradi materinega vztrajanja, začel učiti že v zgodnjih letih. Njegova učitelja sta bila tudi znani ameriški pianist Morton Estrin in glasbenik Timothy Ford. Kot najstnik je Joel treniral boks, da se je lahko branil. Joel je kratek čas uspešno boksal. Na amaterskih tekmah za Zlate rokavice je dosegel 22 zmag. Z boksom je opravil kmalu potem, ko si je na 24. tekmi zlomil nos.
Do leta 1967 je Joel obiskoval srednjo šolo v Hicksvillu, vendar šolanja ni zaključil. Da je pomagal svoji materi shajati, je Joel igral klavir v raznih barih, zaradi česar je včasih manjkal pri pouku. Nekoč je izpustil angleški izpit, ker je noč pred tem igral v baru. Čeprav je bil Joel dober učenec, ob koncu zadnjega leta ni imel dovolj točk za zaključek šolanja. Raje kot da bi obiskoval poletno šolo, se je Joel odločil začeti glasbeno kariero: »Rekel sem si, k vragu s tem. Če ne grem na univerzo Columbia, grem na založbo Columbia Records, kjer ne potrebuješ srednješolske diplome.« Joel je nato podpisal pogodbo z založbo Columbia Records. Leta 1992 je na šolo naslovil esej in jo po 25 letih končal.

## Glasbena kariera

### Zgodnja kariera
Na Joela so vplivali zgodnji Rock & roll in R&B izvajalci, kot so The Beatles, The Drifters in The Four Seasons. Sam je prisegal na nezahtevna besedila in strukturirane pop melodije.
Po nastopu skupine The Beatles na oddaji The Ed Sullivan Show, se je Joel odločil za glasbeno kariero. V nekem intervjuju je povedal, da mu je njihov nastop spremenil življenje. »Do tistega trenutka si nikoli nisem mislil, da bom v svoji karieri igral rock. Ko sem videl štiri fante, ki sem jim je videlo da niso prišli iz Hollywooda, ki so igrali lastne skladbe in instrumente ter posebej, ker si lahko opazil takšen pogled na Lennonovemu obrazu – izgledal je kot da vedno govori: 'J--- se!' – sem rekel: 'Poznam te fante, lahko se zanesem nanje, jaz sem tak kot oni.' To je stvar, ki jo bom počel – igral v rock skupini'.«
Joel se je nato pridružil skupini The Echoes, ki je izvajala predvsem priredbe skupin iz obdobja »Britanske invazije«. Skupina je začela s snemanji leta 1965. Joela je prvotno, kot pianista za Bobbyja Veeja, najel Snuff Garret. Joel, ki je bil v tem času star 16 let, je igral klavir tudi na nekaj ploščah, ki so izšle pri založbi Kama Sutra Productions, in na ploščah, ki jih je produciral Shadow Morton. Joel je igral klavir tudi na demo verziji skladbe »Leader of the Pack«, ki je postala hit skupine Shangri-Las. Joel omenja, da je leta 1964 igral na snemanju skladbe »Remember (Walking in the Sand)« skupine Shangri-Las, vendar ni prepričan, če je igral na demo verziji ali na masterizirani verziji. Singl je produciral Artie Ripp, ki je kasneje prvi najel Joela kot solo izvajalca po Michaelu Langu, ki je dal Joelu denarni predujem.
Konec leta 1965 so se Echoesi preimenovali v Emeraldse, nato pa v »The Lost Souls«. Joel je zapustil skupino leta 1967 in se pridružil skupini The Hassles, ki je sklenila pogodbo z založbo United Artists Records. V naslednjem letu in pol je skupina izdala štiri single in dva albuma (The Hassles in Hour of the Wolf). Oba albuma sta bila komercialno neuspešna. Leta 1969 sta Joel in bobnar Jon Small zapustila skupino in ustanovila duet »Attila«. Julija 1970 sta izdala istoimenski debitantski album. Duet je razpadel oktobra, ko je Joel pričel razmerje s Smallovo ženo, Elizabeth, s katero se je kasneje poročil.

### Cold Spring Harbor
Joel je sklenil pogodbo z založbo Family Productions, pri kateri je posnel svoj prvi studijski album Cold Spring Harbor (povezava z istoimenskim mestom na Long Islandu). Ripp opisuje, da je za Joelovo podporo porabil 450.000 dolarjev. Kljub temu je bil album masteriziran na napačni hitrosti, zato je bil album tehnično in komercialno neuspešen.
Na albumu sta izšli popularni skladbi »She's Got a Way« in »Everybody Loves You Know«, vendar sta bili neopaženi, dokler nista izšli na albumu v živo Songs in the Attic leta 1981. Založba Columbia je leta 1983 izdala remasterizirano verzijo albuma Cold Spring Harbor.
Joel je konec leta 1971 pričel s promocijsko turnejo, na kateri je koncertiral s svojo spremljevalno skupino (Rhys Clark na bobnih, Al Hertzberg na kitari in Larry Russell na bas kitari) po ZDA in Portoriku kot predskupina skupinam, kot so The J. Geils Band, The Beach Boys in Taj Mahal. Joelov nastop na portoriškem festivalu »May Y Sol Pop Festival« je bil v javnosti dobro sprejet in zanimanje za njegovo glasbo se je povečalo.
Spomladi leta 1972 je filadelfijska radio postaja WMMR-FM začela predvajati koncertni posnetek skladbe »Captain Jack«, ki je na Vzhodni obali postala hit. Herb Gordon, izvršni direktor založbe Columbia Records, je slišal Joelovo glasbo in ga predstavil založbi. Leta 1972 je Joel z založbo Columbia sklenil pogodbo in se preselil v Los Angeles, kjer je živel naslednja tri leta. Pol leta je kot »Bill Martin« delal v baru »The Executive Room« na ulici Wilshire Boulevard. O baru je kasneje napisal hit skladbo »Piano Man«.

### Zgodnja leta pri založbi Columbia: 1973–1976
Kljub novi pogodbi je bil Joel še vedno vezan z založbo Family Productions. Artie Ripp je Joelovo prvo pogodbo prodal založbi Columbia. Walter Yetnikoff, takratni predsednik založbe Columbia, je konec 70. let odkupil pravice Joelovih skladb. Pravice je dal Joelu kot darilo za rojstni dan. V dokumentarnem filmu The Last Play at Shea je Yetnikoff dejal, da je moral Rippu groziti, da je prekinil pogodbo.
Joelov prvi album pri založbi Columbia je bil Piano Man, ki je izšel leta 1973. Kljub skromni prodaji je skladba »Piano Man« postala ena izmed najznačilnejših Joelovih skladb, s katero je končal skoraj vsak koncert. Istega leta se je spremenila zasedba Joelove spremljevalne skupine. Kitarista Ala Hertzberga je nadomestil Don Evans, basista Larryja Russella je zamenjal Patrick McDonald, katerega je konec leta 1974 nadomestil Doug Stegmeyer, ki je z Joelom igral do leta 1989. Bobnar Rhys Clark in kitarist Tom Whitehorse sta ostala v skupini, pridružil pa se ji je še klaviaturist in saksofonist Johnny Almond. Skupina je koncertirala po ZDA in Kanadi. Joelovo ustvarjanje je kmalu poželo več zanimanja; leta 1974 je Helen Reddy priredila in posnela Joelovo skladbo »You're My Home«.
Drugi album pri založbi Columbia, Streetlife Serenade, je Joel posnel v Los Angelesu. Njegov takratni menedžer je bil Jon Troy, dolgoletni prijatelj iz New Yorka. Troyja je na položaju menedžerja kmalu nadomestila Joelova žena Elizabeth. Streetlife Serenade vsebuje reference o predmestju in notranjosti mesta. Album je najbolj znan po skladbi »The Entertainer«, ki se je uvrstila na 34. mesto ameriške lestvice. Razočaran, ker je bila skladba »Piano Man« predolga za predvajanje po radiu, je Joel napisal »The Entertainer« kot sarkastičen odgovor: »If you're gonna have a hit, you gotta make it fit, so they cut it down to 3:05«. Čeprav je album pogosto označen kot eden izmed Joelovih slabših albumov (Joel ga ni maral), vsebuje znani skladbi »Los Angelenos« in »Root Beer Rag«, instrumentalno skladbo, ki jo je Joel pogosto izvajal v živo.
Konec leta 1975 je Joel igral klavir in orgle na nekaj skladbah albuma Boja Diddleyja The 20th Anniversary of Rock 'n' Roll.
Razočaran nad Los Angelesom se je Joel leta 1976 vrnil v New York, kjer je posnel nov album Turnstiles, prvi album, ki ga je posnel z zasedbo, ki je kasneje postala »Billy Joel Band«. Album je produciral James William Guercio (takratni producent skupine Chicago), Joel pa je najprej posnel album s člani skupine Eltona Johna. Ker z rezultatom ni bil zadovoljen, je Joel skladbe posnel še enkrat, tokrat s »svojo« zasedbo.
Skladba »Say Goodbye to Hollywood« je bila manjši hit; Ronnie Spector je posnela priredbo skladbe, prav tako pa je skladbo priredil in posnel Nigel Olsson. V radijskem intervjuju iz leta 2008 je Joel pojasnil, da skladbe v živo ne izvaja več zaradi težav z visokimi toni, ki se pojavljajo v skladbi. Kljub temu je skladbo v živo, prvič po letu 1982, izvedel leta 2014 v Hollywood Bowlu. Skladba »New York State of Mind« ni nikoli izšla kot singl, vendar je vseeno postala ena izmed Joelovih najznačilnejših skladb; skladbo sta predelala in posnela tako Barbra Streisand kot Tony Bennett. Ostale znane skladbe z albuma so: »Summer, Highland Falls«, »Miami 2017 (Seen the Lights Go Out on Broadway)«, »Say Goodbye to Hollywood« (verzija v živo je postala Top 40 hit) in »Prelude/Angry Young Man«.

### The Strangerin52nd Street
Založba Columbia je Joela predstavila Philu Ramoneu, ki je produciral Joelovih naslednjih šest studijskih albumov. Naslednji album The Stranger je požel velik komercialni uspeh. Z njega so izšli štirje Top 25 hiti: »Just the Way You Are« (3. mesto), »Movin' Out« (17. mesto), »Only the Good Die Young« (24. mesto) in »She's Always a Woman« (17. mesto). Joelov prvi Top 10 album, The Stranger, je postal večkrat platinast, dosegel pa je 2. mesto na lestvici in je presegel prodajo albuma Bridge over Troubled Water, Simona & Garfunkla, ki je bil pred tem najbolje prodajan album založbe Columbia. The Stranger prav tako vsebuje skladbo »Scenes from an Italian Restaurant«, ki je tudi postala ena od Joelovih najbolj znanih skladb.
Skladba »Just the Way You Are«, ki jo je Joel napisal za svojo prvo ženo, Elizabeth, je osvojila Grammyja za posnetek leta in Grammyja za skladbo leta. Joel je novico izvedel na turneji v Parizu, pozno ponoči v svoji hotelski sobi. Revija Rolling Stone je album The Stranger uvrstila na 70. mesto svojega seznama 500. najboljših albumov vseh časov.
Za naslednji Joelov album 52nd Street, ki je izšel leta 1978, so bila pričakovanja visoka. Joel je album poimenoval po slavni ulici 52nd Street, ki se nahaja na Manhattnu, v času izdaje albuma pa je bil na ulici eden izmed sedežev založbe Columbia. Prodanih je bilo več kot 7 milijonov izvodov tega albuma, ki se je uvrstil na 1. mesto lestvice, z njega pa so izšli naslednji hiti: »My Life« (3. mesto), »Big Shot« (14. mesto) in »Honesty« (24. mesto). Priredba skladbe »My Life« (zapel jo je Gary Bennett) je postala naslovna skladba televizijske serije »Bossom Budies«, kjer je igral tudi Tom Hanks. 52nd Street je osvojil Grammyja za najboljšo moško pop izvedbo in Grammyja za album leta. To je bil Joelov prvi album, ki je izšel tudi na zgoščenki.
Leta 1979 je Joel odpotoval v Havano na Kubo, kjer se je udeležil zgodovinskega Havana Jam festivala, ki je potekal od 2. do 4. marca, nastopili pa so še Rita Coolidge, Kris Kristofferson, Stephen Stills, CBS Jazz All-Stars, The Trio of Doom, Fania All-Stars, Billy Swan, Bonnie Bramlett, Mike Finnegan, Weather Report in številni kubanski izvajalci, kot so Pacho Alonso, Tata Güines in Orquesta Aragón. Joelov nastop je dokumentiran v dokumentarnem filmu Havana Jam '79, ki ga je posnel Ernesto Juan Castellanos.

### Zgodnja 80. leta
Zaradi uspeha klavirskih balad, kot so »Just the Way You Are«, »She's Always a Woman« in »Honesty«, so nekateri kritiki Joela poimenovali »balladeer« in »soft rocker«. Joel ni maral teh nadimkov, zato je želel z novim albumom Glass Houses pokazati, da lahko piše skladbe tršega rocka. Na naslovnici novega albuma je fotografija Joela v usnjenem suknjiču, ki bo vrgel kamen v stekleno hišo.
Glass Houses je dosegel prvo mesto lestvice, kjer je ostal šest tednov. Z njega so izšli hiti, kot so »You May Be Right« (7. mesto), »Don't Ask Me Why« (19. mesto), »Sometimes a Fantasy« (36. mesto) in »It's Still Rock and Roll to Me«. Slednji je postal prvi Joelov singl, ki se je uvrstil na prvo mesto lestvice. »It's Still Rock and Roll to Me« je med Top 10 lestvice Billboard Hot 100 ostal 11 tednov in je bil po mnenju medija American Top 40 7. največji hit leta 1980.
Glass Houses je osvojil Grammyja za najboljšo moško vokalno rock izvedbo. Leta 1981 je osvojil tudi nagrado American Music Award za najljubši album v pop in rock kategoriji. Zadnja skladba z albuma »Through The Long Night« (B-stran singla »It's Still Rock and Roll to Me«) je uspavanka, kjer se je Joel predstavil s harmoniziranjem skladbe, katere navdih je bila skladba »Yes It Is« skupine The Beatles.
Joelov naslednji album, Songs in the Attic, je zbirka živih izvedb manj znanih Joelovih skladb z začetka njegove kariere. Posnetki so bili narejeni v večjih dvoranah in nočnih klubih junija in julija 1980. Album je predstavil Joelove manj znane skladbe oboževalcem, ki so pričeli Joela poslušati po izdaji albuma The Stranger leta 1977. Album je dosegel 8. mesto na Billboardovi lestvici. Z albuma sta izšla singla: »Say Goodbye to Hollywood« (17. mesto) in »She's Got a Way« (23. mesto). Prodanih je bilo več kot 3 milijone izvodov albuma. Čeprav ni bil tako uspešen kot nekateri predhodni albumi, ga Joel obravnava kot uspeh.
Naslednji val Joelove kariere je povezan s snemanjem naslednjega albuma The Nylon Curtain. S tem albumom je Joel postal bolj ambiciozen glede svojega pisanja besedil. Tako sta nastali skladbi z aktualno tematiko, »Allentown« in »Goodnight Saigon«. Joel je dejal, da je želel, da bi album opisoval njegova čustva o »Ameriških sanjah« in spremembi ameriške politike v dobi Ronalda Reagana. Joel je poskušal biti bolj ambiciozen tudi v uporabi snemalnega studia. Dejal je, da je želel na albumu ustvariti mojstrovino, zato je v studiu preživel več časa, da je lahko bolj obdeloval zvok albuma, kot je to počel pri prejšnjih albumih. Produkcija albuma The Nylon Curtain se je pričela konec leta 1981. Produkcija je bila nato za nekaj časa ustavljena, ker je Joel doživel hudo prometno nesrečo z motorjem, 15. aprila 1982, pri kateri si je poškodoval roke. Kmalu zatem je okreval in dokončal album v nekaj tednih.
Leta 1982 je Joel odšel na krajšo promocijsko turnejo. Eden od zadnjih koncertov turneje, 30. decembra 1982 v New Yorku, je bil posnet in je izšel kot Live from Long Island. Koncert je leta 1983 prenašal kanal HBO, kasneje pa je postal dostopen na videokaseti.
The Nylon Curtain se je uvrstil na 7. mesto lestvice, delno tudi zaradi videospotov singlov »Allentown« in »Pressure«, ki jih je predvajal kanal MTV. Singl »Allentown« je bil šest tednov uvrščen na 17. mesto lestvice Billboard Hot 100, postal je ena od najbolj predvajanih skladb po radiju leta 1982 in najuspešnejša skladba z že omenjenega albuma, pred skladbama »Pressure«, ki je tri tedne držala 20. mesto lestvice, in »Goodnight Saigon«, ki je dosegla 56. mesto.

### Christie Brinkley,An Innocent ManinThe Bridge
Joelov naslednji album se je nekoliko odmaknil od resnih tematik albuma The Nylon Curtain v nekoliko lažji ton. An Innocent Man je Joelov poklon R&B glasbi 50. in 60. let prejšnjega stoletja. Z albuma je izšel tudi drugi Joelov hit, »Tell Her About It«, ki je na Billboardovi lestvici dosegel prvo mesto. Album je dosegel 4. mesto na ameriški lestvici in 2. mesto na britanski lestvici. Z njega je izšlo šest singlov, ki so bili vsi uvrščeni med Top 30, kar je največ v Joelovi karieri. Album je bil dobro sprejet med kritiki, Stephen Thomas Erlewine, glavni urednik portala AllMusic pa je dejal, da je Joel na albumu pokazal vrhunsko formo.
V času, ko je album izšel, je radijska postaja WCBS-FM začela predvajati skladbo »Uptown Girl« tako v rednem programu, kot v oddaji Doo Wop Live. Skladba je po izdaji postala svetovna uspešnica. Videospot prikazuje igralko in manekenko Christie Brinkley kot dekle višjega sloja, ki pripelje svoj avtomobil na bencinsko črpalko, kjer službuje Joelov lik. Na koncu spota se Joelov lik z dekletom odpelje na motorju. Ko se je Brinkleyjeva, po Joelovem vabilu za igranje v videospotu, prvič srečala z Joelom, je bila prva stvar, ki ji jo je Joel povedal »Ne znam plesati«. Brinkleyjeva ga je morala zato naučiti plesne korake, ki jih je kasneje Joel uporabil v videospotu. Tako se je začelo razmerje med Joelom in Brinkleyjevo, ki je kasneje vodilo do njune poroke. Skladba »Easy Money«, za katero navdih je bil Wilson Pickett, je bila leta 1983 predvajana v istoimenskem filmu Rodneyja Dangerfielda.
Decembra je naslovna skladba »An Innocent Man« izšla kot singl in je dosegla 10. mesto na ameriški lestvici ter 8. mesto na britanski lestvici. Marca 1984 je izšel singl »The Longest Time«, ki je dosegel 14. mesto lestvice Billboard Hot 100 in 1. mesto lestvice Adult Contemporary chart. Poleti je izšel singl »Leave a Tender Moment Alone«, ki je dosegel 27. mesto, singl »Keeping the Faith« pa je januarja 1985 dosegel 18. mesto. V videospotu »Kepping the Faith« igra Christie Brinkley »rdečelasko v Chevroletu«. An Innocent Man je bil nominiran za Grammyja za album leta, vendar je Grammyja prejel Jacksonov album Thriller.
Joel je sodeloval v superskupini »USA for Africa« in skladbi »We Are The World« leta 1985.
Po uspehih albuma An Innocent Man je bil Joel naprošen, da bi izdal album svojih najuspešnejših singlov. To ni bilo prvič, da bi bilo govora o tej temi, vendar je Joel smatral albume največjih uspešnic kot označevalce konca kariere. Kljub temu je pristal na ponudbo in tako je izšel dvojni album Greatest Hits Vol. I & II. Posneti in izdani sta bili novi skladbi »You're Only Human (Second Wind)« in »The Night Is Still Young«, ki sta izšli kot singla v promocijo albumu. Oba sta se uvrstila med Top 40, dosegla sta 9. in 34. mesto lestvice.
Greatest Hits Vol. I & II je bil uspešen in je postal dvakrat diamanten, prodanih pa je bilo 11,5 milijona izvodov. Album je prav tako eden izmed najbolje prodajanih albumov v zgodovini ameriške glasbe.
Joel je vzporedno z albumom Greatest Hits Vol. I & II izdal dvojni video album, ki je bil kompilacija promocijskih videospotov, ki so bili posneti vse od leta 1977. Skupaj z videospoti, ki jih je Joel posnel za nova singla, je posnel še videospot za svoj prvi hit »Piano Man«.
Čeprav se je uvrstil med Top 10, Joelov naslednji album The Bridge ni dosegel takšnega uspeha kot njegovi predhodniki, z njega pa sta izšli uspešnici »A Matter of Trust« in »Modern Woman«, ki sta bili uporabljeni v filmu Ruthless People, črni komediji režiserjev filma Airplane!. V videospotu skladbe »A Matter of Trust« je Joel prikazan, kako igra kitaro Gibson Les Paul z avtogramom Lesa Paula. Balada »This is the Time« se je uvrstila na 18. mesto lestvice.
18. novembra 1986 je bila daljša verzija skladbe »Big Man on Mulberry Street« uporabljena v epizodi 3. sezone serije Moonlighting. Naslov epizode je bil prav tako imenovan »Big Man in Mulberry Street«.
The Bridge je bil Joelov zadnji album, ki je nosil logotip založbe Family Productions. Joel je leta 2008 v intervjuju za revijo Performing Songwriter dejal, da album The Bridge zanj ni dober album.

### Turneja po Sovjetski zvezi
Oktobra 1986 so Joel in člani njegove skupine začeli načrtovati turnejo po Sovjetski zvezi. Ta turneja je postala ena od prvih ameriških rock turnej, ki je bila izvedena na Vzhodu po postavitvi Berlinskega zidu. Turneja je vključevala žive koncerte v dvoranah v Moskvi, Leningradu in Tbilisiju. Joel je s svojo družino (vključno s svojo mlado hčerko Alexo) in spremljevalno skupino šel na turnejo avgusta 1987. Turnejo so posneli in izdali, koncerte pa so v živo prenašali po vsem svetu.
Večina publike je potrebovala dolgo časa, da se je med Joelovimi energičnimi koncerti ogrela, kar je nekaj, kar se Joelu ni zgodilo nikjer drugje, kjer je kdaj nastopal. Joel je dejal, da so bili oboževalci obsijani z velikimi reflektorji in vsak, ki je užival, je »zmrznil«. Oboževalce, ki so »preveč uživali«, je odstranila varnostna služba. Med koncertom je Joel, ki je bil besen zaradi sijanja reflektorjev, prevrnil svoj klavir in zlomil mikrofon, medtem ko je naprej pel. Kasneje se je za to reakcijo opravičil.
Album Концерт je izšel oktobra 1987. Zaradi Joelovih težav z visokimi toni je na koncertih sodeloval pevec Pete Hewlett. Album vsebuje tudi Joelovo verzijo skladb »Back in the U.S.S.R.« (The Beatles) in »The Times They Are a-Changin« (Bob Dylan). Znano je, da je Joel za koncerte in turnejo zapravil več kot milijon dolarjev, vendar je kasneje dejal, da se je zaradi prikazane dobre volje splačalo.

### Storm FrontinRiver of Dreams
Album Storm Front je izšel vzporedno z velikimi spremembami v Joelovi karieri. Avgusta 1989, malo pred izidom albuma, je Joel odpustil svojega managerja in nekdanjega svaka Franka Webra zaradi njunih razhajanj v računovodstvu. Joel je Webra tožil za 90 milijonov dolarjev zaradi domnevne goljufije in kršitve fiduciarnih dolžnosti. Januarja 1990 sta bila Joelu, po delni presoji, dodeljena 2 milijona dolarjev, aprila pa je sodišče zavrnilo Webrovo pritožbo za 30 milijonov dolarjev.
Prvi singl z albuma, »We Didn't Start the Fire«, je izšel septembra 1989 in postal Joelov tretji singl, ki je dosegel 1. mesto lestvice, kjer je ostal dva tedna. Storm Front je izšel oktobra in postal Joelov prvi album po albumu Glass Houses, ki je dosegel 1. mesto na lestvici. Storm Front je tudi prvi album po albumu Turnstiles, ki ga ni produciral Phil Ramone. Pri tem albumu je Joel želel novi zvok, zato je sodeloval z Mickom Jonesom, sicer članom skupine Foreigner. Joel je prav tako kot klaviaturist sodeloval na Jonesovemu albumu Mick Jones, lahko pa ga vidimo tudi v videospotu Jonesovega singla »Just Wanna Hold«, kjer Joel igra klavir, medtem se mu pridruži njegova takratna žena Christie Brinkley in ga poljubi. Joel je pri albumu spremenil zasedbo svoje spremljevalne skupine. Iz nje je odpustil vse glasbenike, razen bobnarja Libertyja DeVitta, kitarista Davida Browna in saksofonista Marka Rivero. Skupini so se pridružili novi glasbeniki, med njimi multiinstrumentalistka Crystal Taliefero.
Drugi singl z albuma »I Go to Extremes« je dosegel 6. mesto lestvice v začetku 90. let. Album je prav tako znan po skladbi »Leningrad«, ki jo je Joel napisal po srečanju klovna v tem mestu med svojo turnejo leta 1987, in »The Downeaster Alexa«, ki govori o tegobah ribičev z Long Islanda. Z albuma je izšel še en bolj znan singl »And So It Goes«, ki je konec 90. let dosegel 37. mesto na lestvici. Skladba je bila najprej napisana leta 1983, ko je Joel pisal skladbe za album An Innocent Man, vendar skladba ni spadala v koncept albuma. Leta 1996 je Joel na Masterclass seji v Pittsburghu dejal, da je Storm Front turbulenten album in skladba »And So It Goes«, kot zadnja skladba na albumu, opisuje mir in spokojnost, ki pogosto vodita v »nasilno nevihto«.
Poleti 1992 je Joel vložil še eno tožbo za 90 milijonov dolarjev, tokrat proti svojemu nekdanjemu odvetniku Allenu Grubmanu, ki ga je obtožil številnih prestopkov, vključno s prevaro in kršitve pogodbe, vendar sta se Joel in Grubman zunaj sodišča pogodila za neznano vsoto in je bil primer zato opuščen.
Leta 1992 je Joel v Rock & Roll dvorano slavnih sprejel R&B duet Sam & Dave. Istega leta je Joel začel delati na novem albumu River of Dreams, ki je izšel v začetku leta 1993. Na naslovnici se nahaja slika, ki jo je naslikala Christie Brinkley. Singl »River of Dreams« je za zdaj zadnji Joelov singl, ki se je uvrstil med Top 10, dosegel je 3. mesto lestvice Billboard Hot 100, konec leta pa je padel na 21. mesto. Album vsebuje tudi hit skladbi »All About Soul« in »Lullabye (Goodnight, My Angel)«, ki jo je Joel napisal za svojo hčerko Alexo. Radijska verzija skladbe »All About Soul« se nahaja na albumu The Essential Billy Joel, ki je izšel leta 2001, demo verzija skladbe pa se nahaja na albumu My Lives, ki je izšel leta 2005.
Skladba »The Great Wall of China« je bila napisana o Joelovem nekdanjem managerju Franku Webru in je bila uvrščena na repertoar Joelove turneje leta 2006. Skladba »2000 Years« je bila izvedena na koncertu 31. decembra 1999 v Madison Square Gardnu, skladba »Famous Last Words« pa je za več kot desetletje končala Joelovo skladanje pop skladb.

### Turneje Face to Face
Leta 1994 je Joel skupaj z Eltonom Johnom začel s serijami turnej »Face to Face«, s katerimi sta postala najdaljši in najuspešnejši koncertni tandem v zgodovini pop glasbe. Med koncerti sta, tako Joel kot John, igrala svoje skladbe, skladbe drug drugega in izvajala duete. Na samo 24 koncertih sta nabrala več kot 46 milijonov dolarjev in razprodala turnejo leta 2003. Joel in John sta marca 2009 ponovno odšla na turnejo »Face to Face«, ki sta jo zaključila marca 2010 v Albanyju, New York v Times Union Centru. Februarja 2010 je Joel zanikal govorice, da sta z Johnom odpovedala poletni del turneje leta 2010. Joel je dejal, da za poletje ni bilo planiranih koncertov. Joel je nato za revijo Rolling Stone povedal: »Verjetno bova šla še enkrat na turnejo. Z njim je vedno zabavno igrati.« Kljub temu je Joel marca 2012 publiki na Univerzi Floride povedal, da so turneje »Face to Face« postale »nekoliko omejene«, ker je John vztrajal, da igrata vedno isti program. »Mislim, da ne bova več hodila po turnejah,« je še dejal Joel.

### 1994–2007
25. avgusta 1994 sta se Joel in njegova druga žena Christie Brinkley ločila, klub temu pa sta ostala v prijateljskih odnosih.
Skladbi iz leta 1997, »To Make You Feel My Love« in »Hey Girl«, sta izšli na Joelovem albumu Greatest Hits Volume III. Joel je napisal in posnel skladbo »Shameless«, ki jo je kasneje priredil Garth Brooks in je dosegla 1. mesto na Billboardovi country lestvici. Joel je leta 1997 koncertiral skupaj z Brooksom na koncertu v Central parku. Leta 1999 so Joela sprejeli v Rock & Roll dvorano slavnih. Začetni govor je imel Ray Charles, ki je v govoru omenil duet »Baby Grand«, ki ga je Joel napisal zase in zanj in je izšel na albumu The Bridge leta 1986.
31. decembra 1999 je Joel izvedel koncert v Madison Square Gardnu v New Yorku. V tistem času je Joel dejal, da je to verjetno njegova zadnja turneja in njegov zadnji koncert. Skladbi »We Didn't Start the Fire« in »Scenes from an Italian Restaurant« sta bili posneti in kasneje predvajani v oddaji ob novem letu na kanalu ABC. Koncert je trajal skoraj štiri ure in je izšel kot 2000 Years: The Millennium Concert.
Leta 2001 je Joel izdal album Fantasies & Delusions, zbirko klasičnih klavirskih skladb. Vse je napisal Joel, izvedel pa jih je Richard Joo. Joel pogosto uporablja dele teh skladb kot interludije na svojih koncertih, nekatere skladbe pa so tudi del muzikala Movin' Out. Album je dosegel 1. mesto klasičnih lestvic. 21. septembra 2001 je Joel na dobrodelnem koncertu America: A Tribute to Heroes izvedel skladbo »New York State of Mind«, 20. oktobra 2001 pa je na dobrodelnem koncertu The Concert for New York City v Madison Square Gardnu izvedel skladbi »Miami 2017 (Seen the Lights Go Out on Broadway)« in »New York State of Mind«. Kasneje je na istem koncertu skupaj z Eltonom Johnom izvedel skladbo »Your Song«.
Leta 2003 je Joel v Rock & Roll dvorano slavnih sprejel skupino The Righteous Brothers, kjer je poudaril, da je njegova skladba »Until the Night« nastala v spomin skupini.
Leta 2005 je založba Columbia izdala box set My Lives, ki je kompilacija demo verzij, b-strani singlov, verzij v živo in Top 40 hitov. Kompilacija vključuje tudi program Umixit, kjer lahko poslušalci z računalnikom ustvarijo remix skladbe »Zanzibar« in žive verzije skladbe »I Go to Extremes«. Box set vključuje tudi DVD s posnetki turneje River of Dreams.
7. januarja 2006 je Joel začel turnejo po ZDA. Ker v zadnjih 13 letih ni napisal novih skladb, je na turneji izvajal tako svoje največje hite, kot tudi obskurne skladbe, kot sta skladbi »Zanzibar« in »All for Leyna«. Njegova turneja je vključevala 12 razprodanih koncertov v Madison Square Gardnu v New Yorku. Joelova serija 12 koncertov v Madison Square Gardnu je zrušila rekord Brucea Springsteena, ki je izvedel 10 razprodanih koncertov v isti dvorani. V čast rekorda so v dvorani »upokojili« številko 12, ki je tako postala prva upokojena številka nešportnika v dvorani. Isto čast so Joelu izkazali v dvorani Wells Fargo Center v Filadelfiji, kjer je Joel v svoji karieri izvedel 46 razprodanih koncertov in v dvorani Times Union Center v Albanyju, New York. 13. junija 2006 je založba Columbia izdala dvojni kompilacijski album 12 Gardens Live, ki vsebuje 32 živih posnetkov z 12 Joelovih koncertov v Madison Square Gardnu.
Med evropsko turnejo leta 2006 je Joel po dolgem času obiskal Združeno kraljestvo in Irsko. 31. julija 2006 je Joel izvedel brezplačni koncert v Rimu s Kolosejem v ozadju. Organizatorji navajajo, da se je tega koncerta, ki ga je otvoril Bryan Adams, udeležilo 500 tisoč ljudi.
Konec leta 2006 je Joel koncertiral po Južni Afriki, Avstraliji, Japonskem in Havajih, februarja in marca 2007 je koncertiral po jugovzhodu ZDA, spomladi 2007 pa je koncertiral po srednjem zahodu ZDA. 3. januarja istega leta so mediji objavili vest, da je Joel posnel novo skladbo z besedilom, kar je postala njegova prva nova skladba z besedilom po skoraj 14 letih. Skladba z naslovom »All My Life« je bil Joelov najnovejši singl (skupaj s skladbo »You're My Home«, posneto v živo v Madison Square Gardnu leta 2006) in je izšla 27. februarja 2007. 4. februarja je Joel na Super Bowlu XLI zapel ameriško državno himno in s tem postal eden izmed dveh izvajalcev, ki sta dvakrat zapela himno na Super Bowlu.
1. decembra 2007 je Joel predstavil svojo novo skladbo »Christmas in Fallujah«. Skladbo je izvedel glasbenik z Long Islanda, Cass Dillon, ker je Joel želel, da bi skladbo izvedel nekdo v vojaških letih. Skladba je bila posvečena vojakom v Iraku. Joel jo je napisal septembra 2007 ko je bral številna pisma, ki so mu jih poslali ameriški vojaki iz Iraka. »Christmas in Fallujah« je komaj druga pop rock skladba, ki jo je Joel izdal po albumu River of Dreams, ki je izšel leta 1993. Prihodki od skladbe so bili nakazani fundaciji Homes For Our Troops.

### 2008–2012
26. januarja 2008 je Joel skupaj z orkestrom iz Filadelfije igral na praznovanju 151. obletnice Academy of Music. Joel je predstavil svojo novo klasično skladbo »Waltz No. 2 (Steinway Hall)«, ki jo je aranžiral Brad Ellis. Joel je zaigral tudi nekaj svojih manj znanih skladb z orkestrsko spremljavo, vključno s skladbama »Scandinavian Skies« in »Where's the Orchestra?« z albuma The Nylon Curtain. Skladbe je za orkester aranžiral Brad Ellis.
10. marca 2008 je Joel sprejel svojega prijatelja John Mellencampa v Rock & Roll dvorano slavnih v hotelu Waldorf Astoria Hotel v New Yorku.
Od maja do julija 2008 je razprodal 10 koncertov v kazinu Mohegan Sun Casino v Uncasvillu. Kazino ga je počastil z zastavo z njegovim imenom in številko 10, ki so jo izobesili v dvorani. 19. junija 2008 je izvedel koncert ob ponovnem odprtju kazinoja Caesars Windsor v Windsorju, Ontario. Joel je bil dobro razpoložen, veliko se je šalil, sebe je predstavil kot »očeta Billyja Joela«, občinstvu pa je dejal »plačali ste veliko, da bi lahko videli debelega plešastega tipa«. Povedal je še, da je bil kanadski folk-pop glasbenik Gordon Lightfoot glasbena inspiracija skladbi »She's Always a Woman«.
16. in 18. julija 2008 je Joel izvedel zadnja dva koncerta na Shea Stadiumu pred njegovo porušitvijo. Kot gostje so se mu na koncertu pridružili še Tony Bennett, Don Henley, John Mayer, John Mellencamp, Steven Tyler, Roger Daltrey, Garth Brooks in Paul McCartney. Koncert je bil predstavljen v dokumentarnem filmu Last Play at Shea. Film je na DVD-ju izšel 8. februarja 2011. Zgoščenka in DVD koncerta Live at Shea Stadium: The Concert sta izšla 8. marca 2011.
11. decembra 2008 je Joel posnel svojo verzijo skladbe »Christmas in Fallujah« med koncertom v Acer Areni v Sydneyju in je izšla kot singl v živo le v Avstraliji. To je edina izdaja te skladbe, kjer je vokale odpel Joel, leta 2007 je namreč na studijskem posnetku vokale pel Class Dillon. Decembra 2008 je Joel koncertiral po Avstraliji.
19. maja 2009 je Joelov nekdanji bobnar Liberty DeVitto vložil tožbo, v kateri je Joela in založbo Sony Music obtožil, da mu dolgujejo plačilo za 10 let. DeVitto ni nikoli pisal ali aranžiral skladb, ki jih je Joel odpel, vendar je trdil, da je pomagal aranžirati nekaj skladb, med njimi skladbo »Only the Good Die Young«. Aprila 2010 je v javnost prišla vest, da sta Joel in DeVitto prijateljsko rešila problem.
Leta 2011 je bila 40. obletnica izdaje prvega Joelovega albuma Cold Spring Harbor. Da bi počastili to obletnico, je založba Columbia nameravala izdati kolekcijo redkih Joelovih posnetkov, živih posnetkov in videoposnetkov, vendar ni nikoli prišlo do tega. Novembra 2011 je ponovno izšel album Piano Man v dvojni izdaji.
Leta 2012 je Joel podpisal pogodbo z založbo Universal Music Publishing Group (UMPG) in podružnico Rondor Music International. S pogodbo sta UMPG in Rondor zamenjala založbo EMI Music Publishing pri obvladovanju Joelovega glasbenega kataloga zunaj ZDA. Pogodba se je osredotočila predvsem na povečanje uporabe Joelove glasbe v filmih, na televizijskih oddajah in reklamah.
12. decembra 2012 je Joel sodeloval na dobrodelnem koncertu 12-12-12: The Concert for Sandy Relief v Madison Square Gardnu, ki se je odvil za žrtve Orkana Sandy. Pri skladbi »Miami 2017 (Seen the Lights Go Out on Broadway)« je prilagodil besedilo žrtvam orkana.

### 2013–danes
Maja 2013 je bilo oznanjeno, da bo Joel 1. novembra 2013 izvedel svoj prvi notranji koncert na Irskem v dvorani O2 v Dublinu. Joel je hkrati potrdil vrnitev v Združeno kraljestvo, prvič po sedmih letih, kjer je izvedel tri koncerte v oktobru in novembru. Joel je izvedel dva koncerta v Manchestru in Birminghamu ter koncert v londonski dvorani Hammersmith Apollo. Oktobra je Joel izvedel koncert presenečenja na Long Islandu v dvorani The Paramount, v podporo fundaciji Long Island Cares. Dvorana lahko sprejme 1.555 ljudi in je bila razprodana v samo petih minutah. Joel je 31. decembra 2013, prvič po letu 2006, izvedel koncert v New Yorku v Brooklynu v dvorani Barclays Center. Leta 2015 je Joel, od 7. januarja do 2. avgusta, izvedel 21 koncertov v številnih mestih po ZDA in Kanadi.
3. decembra 2013 je bilo v medijih oznanjeno, da bo Joel postal del franšize Madison Square Gardna in bo tako v MSG-ju odigral en koncert na mesec, z začetkom 27. januarja 2014.
7. januarja 2014 se je pričela turneja Billy Joel in Concert, ki še vedno traja. Joel je leta 2014 izvedel novoletni koncert v Amway Centru, kjer je izvedel številne priredbe znanih skladb, kot so »Your Song« (Elton John), »You Are So Beautiful« (Billy Preston), ki je bila izvedena v spomin Joeju Cockerju, »With a Little Help from My Friends«, »Can't Buy Me Love« in »When I'm 64« (The Beatles), »Auld Lang Syne« (Robert Burns) in »You Shook Me All Night Long« (AC/DC), ki jo je izvedel skupaj z Brianom Johnsonom. Pri skladbi »New York State of Mind« se je Joelu na odru pridružil Rufus Wainwright. Joel je prav tako izvedel niz manj znanih skladb, kot je skladba »Souvenir« z albuma Streetlife Serenade, izvedel pa je tudi skladbo »We Didn't Start the Fire«.
4. avgusta 2015 je Joel v areni Nassai Coliseum izvedel svoj zadnji koncert pred renovacijo arene.

## Drugi projekti
Leta 1996 je Joel po svoji dolgoletni ljubezni do jadranja, skupaj s poslovnežem Petrom Needhamom ustanovil podjetje The Long Island Boat Company.
Novembra 2010 je Joel odprl trgovino v Oyster Bayju, Long Island, ki proizvaja po naročilu motorna kolesa, izdelana v retro stilu.
Leta 2011 je Joel oznanil, da bo izdal avtobiografijo, ki jo je napisal skupaj s Fredom Schruersom, z naslovom The Book of Joel: A Memoir. Knjiga bi morala najprej biti izdana junija 2011, vendar se je marca 2011 Joel premislil in prekinil naložbo z založbo HarperCollins. Revija Rolling Stone je razkrila, da je založba HarperCollins za projekt plačala 3 milijone dolarjev in bo Joel zato založbi vrnil denar. V obrazložitvi svoje odločitve je Joel dejal, da je med pisanjem knjige spoznal, da nima interesa govoriti o preteklosti ter da izraz o njegovem življenju in njegovih vzponih in padcih ostaja v njegovi glasbi. Leta 2014 je Schruers izdal Joelovo biografijo z naslovom Billy Joel, ki temelji na Joelovih intervjujih.
Januarja 2014 se je Joel, v vlogi samega sebe, pojavil v seriji »The Greatest Event in Television History«, kjer je zapel skladbo »My Life« kot rekreacijo vstopne teme epizode »Bosom Buddies«.

## Osebno življenje

### Poroke, razmerja in družina
Joelova prva žena je bila Elizabeth Weber Small. Ko se je pričalo njuno razmerje, je bila Elizabeth poročena z Jonom Smallom, Joelovim glasbenim partnerjem v kratkotrajnem duetu »Attila«, s katerim je imela sina. Elizabeth je bila nekaj časa v razmerju tako z Jonom kot z Billyjem.
Elizabeth in Billy sta se poročila leta 1973, ona pa je kmalu postala njegova menedžerka. Elizabeth je bila inspiracija za skladbo »She's Always a Woman«. Bila je tudi inspiracija za lik natakarice v skladbi »Piano Man«. Ločila sta se 20. julija 1982.
Joel je v televizijskem intervjuju za britanski Channel 5 dejal, da je bil v 80. letih, pred poroko s Christie Brinkley, v razmerju z Elle Macpherson. Joel je prav tako dejal, da skladbi »This Night« in »And So It Goes« govorita o njegovem razmerju z Macphersonovo.
Marca 1985 se je Joel poročil s svojo drugo ženo Christie Brinkley, ki je takrat dopolnila 31 let. Njuna hčerka Alexa Ray Joel je bila rojena 29. decembra 1985. Alexa je dobila srednje ime Ray po Rayju Charlesu, ki je bil eden izmed Joelovih glasbenih vzornikov. Joel in Brinkleyjeva sta se ločila 25. avgusta 1994, kljub ločitvi pa sta ostala v prijateljskem odnosu.
2. oktobra 2004 se je Joel poročil s svojo tretjo ženo Katie Lee. V času poroke je bil Joel star 55 let, Leejeva pa 23 let. Joelova hčerka Alexa Ray je bila na poroki družica. Joelova druga žena Christie Brinkley se je udeležila obreda in jima je dala svoj blagoslov. Leejeva je delala kot korespondentka restavracije v oddaji »Living it Up!«. Leta 2006 je Leejeva gostila oddajo »Top Chef«. V naslednji sezoni pa ni vodila oddaje, ker se je pridružila Billyju na njegovi turneji. Nato je pričela pisati tedenske kolumne v reviji Hamptons, postala pa je tudi terenska korespondentka oddaje Extra. 17. junija 2009 sta Billy in Katie oznanila razhod.
Joelova mati, Rosalind Nyman Joel je umrla 13. julija 2014 v starosti 92 let. Rosalind je bila inspiracija za Joelovo skladbo »Rosalinda's Eyes« z albuma 52nd Street.
4. julija 2015 se je Joel poročil s svojo četrto ženo Alexis Roderick (33 let), nekdanjo izvršilno direktorico multinacionalke Morgan Stanley. Obred je vodil newyorški župan, Andrew Cuomo. Joel in Roderickova sta bila skupaj od leta 2009. 12. avgusta 2015 se jima je rodila hčerka Della Rose Joel.

### Osebne težave
Joel se je več let boril proti depresiji. Leta 1970 je z njegovo kariero šlo navzdol, soočiti pa se je moral tudi z osebnimi težavami. Napisal je samomorilsko sporočilo (inspiracija za skladbo »Tomorrow Is Today«) in poskusil storiti samomor z zaužitjem čistila za pohištvo. Njegov bobnar in glasbeni partner Jon Small ga je nato odpeljal v bolnišnico. Joela so sprejeli v bolnišnico Meadowbrook Hospital, kjer so ga zdravili proti depresiji. Joel je kasneje posnel skladbo »You're Only Human (Second Wind)«, da bi pomagal preprečevati samomore med mladimi.
Leta 2002 so Joela sprejeli v bolnišnico Silver Hill Hospital, ki je sicer psihiatrični center v New Canaanu, Connecticut. Marca 2005 je bil sprejet v Betty Ford Center, kjer je preživel 30 dni zaradi težav z alkoholom.
Od prometne nesreče leta 1982 Joel nima delčka kosti v svojem levem palcu.

### Politika
Čeprav je Joel večkrat doniral denar za kampanjo Demokratske stranke, se javno nikoli ni pridružil stranki. Čeprav ni znan po tem, da bi javno podpiral politične kandidate, je leta 2008 skupaj z Brucom Springsteenom sodeloval na dobrodelnem koncertu, kjer se je zbiral denar za Obamovo predsedniško kampanjo. O glasbenikih, ki javno podpirajo politične kandidate, je Joel dejal: »Mislim, da ljudi, ki plačajo za tvojo vstopnico, ne zanima koga boš volil in koga naj oni volijo.«

### Religija
Joel je sekularni Jud in ateist. Leta 2001 je dejal, da sta bila njegova starša iz judovskih družin, sam pa ni bil vzgojen v tem duhu. Dejal je še, da je s prijatelji zahajal v katoliško cerkev, v starosti 11 let pa je bil krščen v Kristusovi cerkvi v Hicksvillu. Priznal je, da je kulturni Jud, da ima rad Vzhodni humor in hrano, misli, da je Jidiš jezik zelo ekspresiven, vendar ne ve, če je zato delni ali popolni Jud.

### Rezidence
Joel je leta 2002 kupil hišo v Centre Islandu, New York za 22 milijonov dolarjev. Joel je prav tako lastnik hiše v Sag Harborju.

## Diskografija

### Studijski albumi
- Cold Spring Harbor (1971)
- Piano Man (1973)
- Streetlife Serenade (1974)
- Turnstiles (1976)
- The Stranger (1977)
- 52nd Street (1978)
- Glass Houses (1980)
- The Nylon Curtain (1982)
- An Innocent Man (1983)
- The Bridge (1986)
- Storm Front (1989)
- River of Dreams (1993)
- Fantasies & Delusions (2001)

### Albumi v živo
- Songs in the Attic (1981)
- Концерт (1987)
- 2000 Years: The Millennium Concert (2000)
- 12 Gardens Live (2006)
- Live at Shea Stadium: The Concert (2011)

### Kompilacijski albumi
- Greatest Hits Vol. I & II (1985)
- Souvenir: The Ultimate Collection (1989)
- Greatest Hits Volume III (1997)
- The Ultimate Collection (2000)
- The Essential Billy Joel (2001)
- Piano Man: The Very Best of Billy Joel (2004)
- My Lives (2005)
- The Hits (2010)
- She's Always a Woman: Love Songs (2010)
- Billy Joel: The Complete Albums Collection (2011)
- Opus Collection (2012)
- She's Got a Way: Love Songs (2013)

## Odlikovanja in nagrade
Joel je diplomiral šele leta 1992, ker ob koncu zadnjega šolskega leta ni zbral dovolj točk za diplomo. Joel je kasneje prejel številne častne doktorate univerz Farfield, Berklee College of Music, Hofstra, Southampton College, Syracuse, Manhattan School of Music in Stony Brook.
Leta 1986 je bil Joel član odbora Rock & Roll dvorane slavnih, ki je odločal o izbiri kraja sedeža Dvorane slavnih. Sedem članov odbora je glasovalo za San Francisco, sedem pa za Cleveland. Izenačeni izid je spremenil prav Joel, ki je glasoval za Cleveland. Joel je bil sprejet v Dvorano slavnih Rock & Rolla leta 1999, sprejel pa ga je eden od njegovih glasbenih vzornikov, Ray Charles.
Joel je bil leta 2002 imenovan za Osebnost leta fundacije MusiCares, nagrado, ki jo podelijo vsako leto v istem času kot nagrade Grammy. Na slavnostni večerji so številni znani glasbeni izvajalci izvajali Joelove skladbe, vključno z Nelly Furtado, Steviejem Wonderjem, Jonom Bon Jovijem, Diano Krall, Robom Thomasom in Natalie Cole. Joel je osvojil pet Grammyjev, vključno z Grammyjem za album leta (52nd Street) ter Grammyjem za skladbo in posnetek leta (»Just the Way You Are«).
Leta 2005 je Joel prejel zvezdo na Hollywoodski aleji slavnih. 15. oktobra 2006 je bil sprejet v Glasbeno dvorano slavnih Long Islanda.
Joel je edini glasbeni izvajalec, ki je izvedel koncert tako na Yankee Stadiumu kot na Shea Stadiumu. Nastopil je tudi v Madison Square Gardnu, Giants Stadiumu in Nassau Veterans Memorial Coliseumu. V Joelovo čast so obešene zastave v Times Union Centru, Nassau Coliseumu, Madison Square Gardnu, Mohegan Sun Areni v Uncasvillu, Wells Fargo Centru v Filadelfiji, Hartford Civic Centru v Hartfordu in Carrier Domu v Syracuse.
Joel je prav tako sponzoriral Billy Joel Visiting Composer Series na univerzi Syracuse.
12. decembra 2011 je Joel postal prvi neklasični glasbenik, ki je dobil svoj portret v dvorani Steinway Hall.
29. decembra 2013 je v Washingtonu Joel prejel nagrado Kennedy Center Honors, kar je najvišje ameriško odlikovanje na področju kulture in umetnosti.
22. julija 2014 je Kongresna knjižnica oznanila, da bo Joel šesti prejemnik Gershwinove nagrade za popularno skladbo. Nagrado je prejel novembra 2014 na prireditvi iz rok Jamesa H. Billingtona.